# Stawropol (stacja kolejowa)
Stawropol - stacja kolejowa w Stawropolu, w Kraju Stawropolskim, w Rosji. Znajdują się tu 2 perony.